# Nol
Nol est un village du Cameroun situé dans le département de la Kadey et la région de l'Est. Il fait partie de la commune de Nguelebok, du canton kaka Mbondjo.

## Population
En 1966, 101 personnes peuplaient dans le village de Nol.
En 2012, on y a dénombré 371 personnes.